# Liste von Kartonmodellverlagen
Diese Liste bietet eine Übersicht über bestehende und historische Verlage, die wenigstens 10 Bastelbögen zur Herstellung von Kartonmodellen gedruckt oder digital vertrieben haben oder noch vertreiben. Kartonmodelle werden mindestens seit dem 16. Jahrhundert zu Lehr-, Veranschaulichungs- und Unterhaltungszwecken eingesetzt. Über das Internet werden entsprechende Bögen auch zum Herunterladen und Selbstausdrucken angeboten.
| Name                                                           | Sitz                   | Gründung | Anmerkung                    |
| -------------------------------------------------------------- | ---------------------- | -------- | ---------------------------- |
| abc                                                            | Tschechien             |          |                              |
| Albrecht Pirling Kartonmodelle                                 | Deutschland            | 2002     | Schienenfahrzeuge            |
| Alphagraphix                                                   | Vereinigtes Königreich |          | Schienenfahrzeuge            |
| Andrzej Haliński                                               | Polen                  |          | Militärhistorische Modelle   |
| Angraf                                                         | Polen                  |          |                              |
| Annette Scholz Verlag                                          | Deutschland            |          |                              |
| Answer                                                         | Polen                  |          |                              |
| Archeokit                                                      | Deutschland            |          | Historische Dioramen         |
| arsEdition                                                     | Deutschland            |          | Lehrmodelle                  |
| Aschendorff Verlag                                             | Deutschland            |          | Architekturmodelle           |
| AstroMedia                                                     | Deutschland            |          | Astronomie, Funktionsmodelle |
| Aue-Verlag                                                     | Deutschland            |          | Verschiedene                 |
| Auhagen                                                        | Deutschland            |          | Architekturmodelle           |
| B & G                                                          | Vereinigtes Königreich |          |                              |
| B. G. Teubner                                                  | Deutschland            |          | Architekturmodelle           |
| BerlinerLuft                                                   | Deutschland            |          | Architekturmodelle           |
| Bernward Verlag                                                | Deutschland            |          | Architekturmodelle           |
| Breihofer-Design                                               | Deutschland            |          | Architekturmodelle           |
| Dover Publications                                             | Vereinigte Staaten     |          | Verschiedene                 |
| Effekt Kartonmodellbau                                         | Deutschland            |          | Architekturmodelle           |
| English Village Designs                                        | Vereinigtes Königreich |          | Architekturmodelle           |
| Extra Model                                                    | Polen                  |          |                              |
| Flying Pig Gallery                                             | Vereinigtes Königreich |          |                              |
| GELI-Modellbau                                                 | Österreich             | 1954     |                              |
| Gomix                                                          | Polen                  |          | Militärhistorische Modelle   |
| GPM                                                            | Polen                  |          |                              |
| Gustav Kühn                                                    | Deutschland            |          |                              |
| Hamburger Modellbaubogen Verlag                                | Deutschland            | 1995     |                              |
| Heritage Models R. Pattenden                                   | Vereinigtes Königreich |          |                              |
| Hobby Model                                                    | Polen                  |          |                              |
| J. F. Schreiber Verlag                                         | Deutschland            | 1831     |                              |
| Jos. Scholz Verlag                                             | Deutschland            |          |                              |
| JSC                                                            | Polen                  | 1995     |                              |
| L’Instant Durable                                              | Frankreich             | 1983     |                              |
| Mały Modelarz                                                  | Polen                  | 1957     |                              |
| Metcalfe Models & Toys                                         | Vereinigtes Königreich |          | Architekturmodelle           |
| Mitteldeutscher Kartonmodell-Verlag                            | Deutschland            | 1990     |                              |
| Modelcard                                                      | Polen                  |          |                              |
| Modelik                                                        | Polen                  | 1990     |                              |
| Möwe-Verlag S. Wolter & Co                                     | Deutschland            |          |                              |
| Orlik                                                          | Polen                  | 2003     |                              |
| Pädagogischer Verlag des Lehrerinnen- und Lehrervereins Zürich | Schweiz                | 1919     |                              |
| Paper Shipwright                                               | Vereinigtes Königreich |          | Schiffsmodelle               |
| RAWOcut                                                        | Deutschland            |          | Architekturmodelle           |
| STIPP Bastelbogen                                              | Deutschland            |          |                              |
| Superquick                                                     | Vereinigtes Königreich |          |                              |
| Tarquin                                                        | Vereinigtes Königreich |          |                              |
| Usborne Publishing                                             | Vereinigtes Königreich |          |                              |
| Verlag Kartonwerft                                             | Deutschland            |          |                              |
| WAK                                                            | Polen                  | 2005     |                              |
| WSW Verlag für Modellbaubogen                                  | Deutschland            |          | Architekturmodelle           |
| Wurlington Brothers Press                                      | Vereinigte Staaten     |          | Architekturmodelle           |
| Zweipunkt Verlag                                               | Deutschland            |          | Modelle für Kinder           |
| Видавництво "Орел"                                             | Ukraine                |          | Verschiedene                 |
| Издательство "Дом бумаги"                                      | Ukraine                |          | Schiffsmodelle               |